# Christian Eriksen
Christian Dannemann Eriksen (* 14. února 1992 Middelfart) je dánský profesionální fotbalista, který hraje na pozici ofenzivního záložníka za anglický klub Manchester United a za dánský národní tým.
Předtím působil několik let v anglickém Tottenhamu, se kterým dosáhl finále Ligy mistrů UEFA 2018/19, z něhož odešel se spoluhráči jako poražený. Je jediným dalším hráčem po Davidu Beckhamovi s 10 a více asistencemi v nejvyšší anglické ligové soutěži Premier League ve čtyřech sezónách po sobě.
V letech 2011, 2013, 2014 a 2017 získal ocenění dánský fotbalista roku podle hráčské asociace a v roce 2011 také Cenu Johana Cruijffa (Johan Cruijff Prijs), která se v Nizozemsku každoročně uděluje nejlepším mladým hráčům do 21 let.
V roce 2010 debutoval v A-mužstvu dánské reprezentace a v témže roce se zúčastnil Mistrovství světa 2010 v Jihoafrické republice, kde se stal nejmladším hráčem turnaje. V reprezentaci odehrál více než 100 zápasů.

## Klubová kariéra
Do Ajaxu přestoupil 17. října 2008 za odhadovanou částku 1 milion eur v roce 2008 z dánského celku Odense BK. Prošel mládežnickými týmy a v A-mužstvu debutoval v Eredivisie 17. ledna 2010 v zápase proti NAC Breda (1:1). Trenér Ajaxu Martin Jol jej přirovnal k dřívějším klubovým talentům Wesley Sneijderovi a Rafaelu van der Vaartovi. Vyzdvihl jeho schopnost číst hru, kterou mimo dvou zmíněných fotbalistů měl i legendární dánský záložník Michael Laudrup, který také působil v Ajaxu Amsterdam.
Dne 30. srpna 2013 oznámil anglický klub Tottenham Hotspur, že Eriksena získal z Ajaxu za 13,5 milionu eur.

### Tottenham

#### Sezóna 2013/14

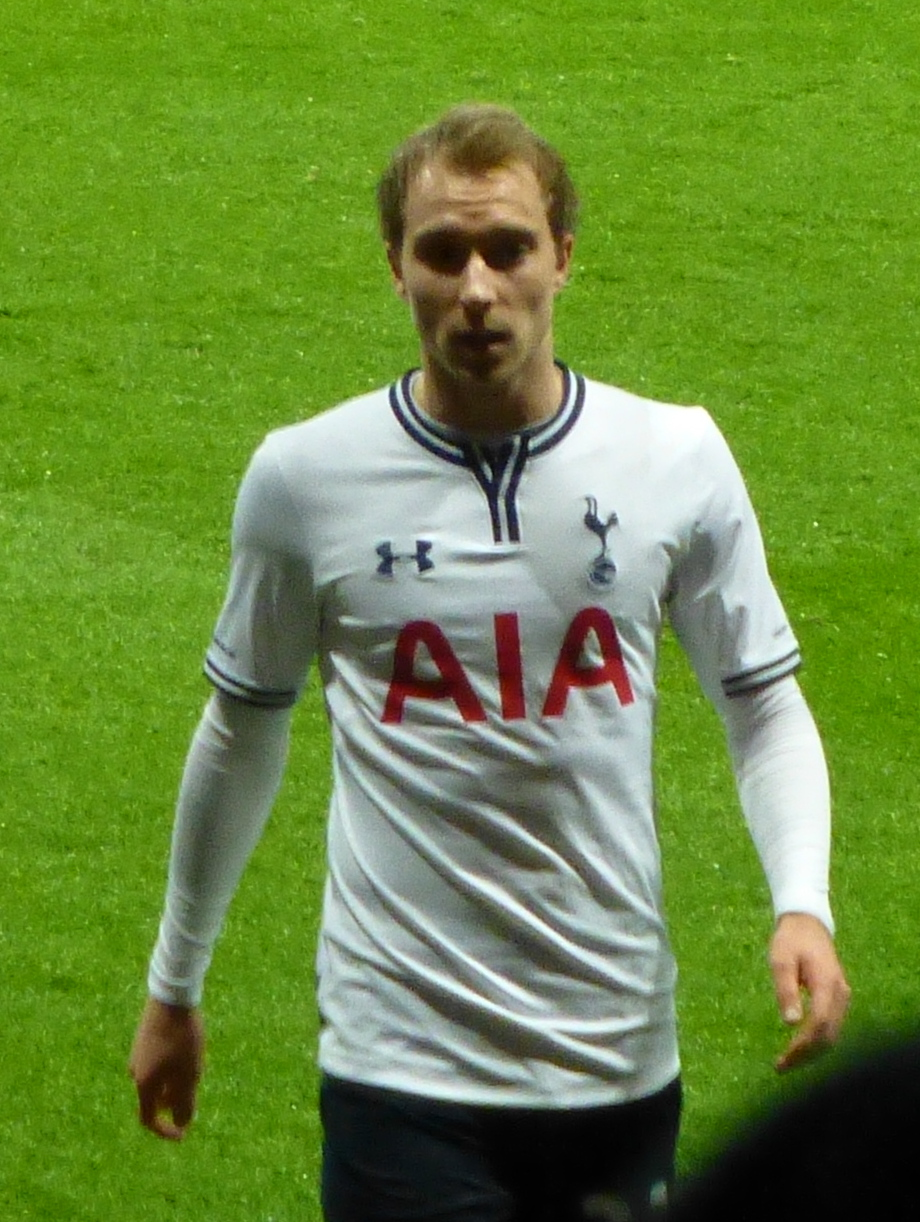
Christian Eriksen v derby proti Arsenalu (v lednu 2014)

Ve dresu Tottenhamu okusil anglickou ligu poprvé 14. září 2013, při debutu připravil úvodní gól pro Gylfiho Sigurðssona a podpořil domácí výhru 2:0 nad Norwichem.
V zápase skupiny Evropské ligy UEFA o čtyři dny později navýšil skóre na 3:0, tímto výsledkem Tottenham porazil norské Tromsø.
Koncem roku se trefil z přímého kopu proti WBA, aby se 1. ledna 2014 stal mužem zápasu na hřišti Manchesteru United, na jehož trávníku Tottenham ukořistil výhru 2:1 – jeden gól vstřelil právě Eriksen.
23. března prohrával tým doma se Southamptonem o dva góly, načež se Eriksen poprvé v kariéře dvakrát střelecky prosadil za jeden zápas a zdařilý výkon korunoval asistencí na vítězný gól Sigurdssona v 92. minutě.
Střelecká fazóna a i výkony v jarní polovině sezóny pokračovala 12. dubna v zápase na hřišti WBA, to se postaral o závěrečný vyrovnávací gól na 3:3.
Po sezóně, v níž zaznamenal celkem 10 gólů a 13 asistencí, jej kluboví fanoušci vyhlásili nejlepším hráčem Tottenhamu za sezónu 2013/14.

#### Sezóna 2014/15
Pod novým trenérem Mauriciem Pochettinem zahájilo mužstvo sezónu pomalu a v 7. kole hraném 5. října 2014 doma proti Southamptonu dosáhlo na první výhru v Premier League od konce srpna. O tu se jediným gólem zápasu postaral Eriksen. Byl to jeho druhý gól ligové sezóny po trefě do sítě Sunderlandu (venkovní zářijová remíza 2:2).
V závěru podzimní části se trefil v závěrečných minutách dvou zápasů – na půdě Hull City 23. listopadu a doma s Evertonem 30. listopadu, v obou případech přiklonil výhru 2:1 na stranu Tottenhamu. Totéž se mu zdařilo v další zápase ligy 14. prosince na hřišti Swansea City při další venkovní výhře 2:1.
Ovládl odvetu semifinále ligového poháru (EFL Cup) se Sheffieldem United 28. ledna, jeho dva góly zařídily remízu 2:2 a v součtu s prvním zápasem postupový výsledek 3:2.
Finále se konalo 1. března 2015 ve Wembley, soupeřem byla Chelsea. Ta nakonec vyhrála 2:0.
Londýnské mužstvo trenér Pochettina se umístilo páté v ligové tabulce, sám Eriksen startoval ve 37 zápasech ze 38 zápasů celkem.
V Premier League vytvořil nejvíce šancí ze svých spoluhráčů (84) a vsítil 10 gólů, ale ani to nestačilo na kvalifikaci do Ligy mistrů UEFA.

#### Sezóna 2015/16
Start do třetí sezóny na severozápadě Londýna Eriksenovi zkomplikovalo zranění, kvůli němuž přišel o několik úvodních zápasů, při svém návratu však nahrával na vítězný gól Sona proti Crystal Palace (6. kolo) a v dalším zápase Premier League zahrával volný kop, který našel skórujícího Harryho Kane při výhře 4:1 proti Manchesteru City (7. kolo).
Na stadionu Swansea City v dalším zápase (8. kolo) dvěma góly zařídil remízu 2:2.
V polovině ledna se dvakrát trefil do sítě Sunderlandu a pomohl vyhrát domácí zápas 4:1 (22. kolo).
Ke svým 24. narozeninám si nadělil gól do sítě Manchesteru City 14. února 2016, Tottenham i podruhé v sezóně tohoto soupeře porazil, tentokráte 2:1.
Tottenham si konečným třetím místem zaručil účast v příští sezóně Ligy mistrů.

#### Sezóna 2016/17

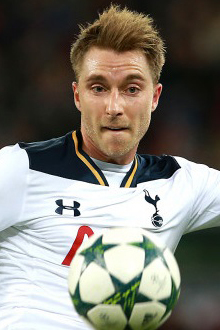
Christian Eriksen v zápase Ligy mistrů proti CSKA Moskva (září 2016)

Před touto sezónou podepsal novou smlouvu zavazující ho v londýnském klubu do roku 2020.
Radost mu nepřinesl první ligový gól sezóny, neboť domácí hráči Chelsea vývoj zápasu otočili a vyhráli 2:1. Ve 13. kole tak Tottenham 26. listopadu 2016 poprvé okusil ligovou porážku.
Další zápas se Swansea 3. prosince se Eriksen dvakrát gólově prosadil a pomohl vyhrát 5:0. Pro tým to byla druhá výhra za posledních 11 zápasů i vzhledem k náročné skupině Ligy mistrů.
Dalšími dvěma góly a jednou asistencí podpořil výhru proti Hull City 14. prosince a byl zvolen hráčem zápasu, čímž stvrdil nalezení formy.
Do zápasu s Chelsea 4. ledna 2017 vkročil Tottenham s bilancí čtyř výher za poslední čtyři ligové zápasy a utnul obdobnou sérii soupeře čítající 13 výher v lize. Byl to Eriksen, kdo dvakrát asistoval Dele Allimu při domácí výhře 2:0.
Po venkovní ligové výhře 1:0 nad Crystal Palace 26. dubna (28. kolo), kterou gólem zařídil právě Eriksen, se klub dotáhl na metu 78 bodů, nejlepší výsledek tohoto klubu v rámci Premier League.
V půlce května si při výhře 2:1 v zápase s Manchesterem United připsal asistenci, to už ovšem Tottenham ztratil možnost vybojovat titul na úkor Chelsea.
Poslední ligové kolo přineslo výhru 7:1 venku na hřišti Hull City, která upevnila konečné druhé místo se ziskem 86 bodů, které by v předchozích osmi letech na titul stačily. Eriksen dvakrát asistoval na gól a s 15 asistencemi celkově se stal nejlepším nahrávačem Tottenhamu za jednu sezónu v Premier League.
Po sezóně byl podruhé vyhlášen nejlepším klubovým hráčem v sezóně.

#### Sezóna 2017/18
Vedle gólu do sítě West Hamu při venkovní výhře 3:2 v 6. kole odehraném 23. září 2017 se Eriksen posunul do čela nejvíce gólových Dánů v Premier League. Překonaným byl útočník Nicklas Bendtner, jehož Eriksen předehnal vstřelením svého 33. gólu v nejvyšší anglické ligové soutěži.
V průběhu 200. soutěžního zápasu za klub se Eriksen 9. prosince gólově podílel na výhře 5:1 proti Stoke City a pomohl zarazit čtyřzápasovou sérii bez ligové výhry.
Na konci ledna se trefil při výhře 2:0 nad Manchesterem United a zaznamenal třetí nejrychlejší gól v historii soutěže, když skóroval po 11 vteřinách.
Rychlejší góly dali v minulosti Alan Shearer a někdejší kapitán Spurs Ledley King.
V závěru sezóny byl poprvé jmenován do nejlepší sestavy sezóny Premier League podle PFA (Profesionální asociace fotbalistů, Professional Footballers Association).

#### Sezóna 2018/19
Eriksenův gól v rámci úvodního skupinového zápasu Ligy mistrů 18. září 2018 radost nepřinesl, Tottenham prohrál třetí soutěžní zápas v řadě a na hřišti Interu Milán se proto urodil pro Tottenham nepříznivý výsledek 1:2.
Stal se mužem zápasu s do té doby v lize neporaženou Chelsea 24. listopadu, to dvěma asistencemi pomohl k domácí výhře 3:1.
O čtyři dny později rozhodl gólem pátý skupinový zápas znovu s Interem Milán, v domácím prostředí získal Tottenham tři body za výhru 1:0 a v posledním zápase s Barcelonou si klub mohl navzdory počátečním nezdarům zajistit postup do osmifinále.
Doma proti Burnley 15. prosince se při výhře 1:0 znovu prosadil z role náhradníka po příchodu na hřiště, odehrál zbylých 25 minut.
O osm dní později pomohl i v dalším 18. kole k výhře nad Evertonem 6:2, dále se 26. prosince se prosadil v domácím prostředí proti Bournemouthu při výhře 5:0.
Na konci března prohráli Spurs 1:2 s Liverpoolem. Eriksen asistoval tomuto jedinému gólu a srovnal Davida Beckhama, jediného dalšího hráče, jenž ve čtyřech sezónách anglické ligy po sobě zaznamenal 10 a více asistencí.
Křest nového stadionu Tottenhamu 3. dubna 2019 skončil výhrou nad Crystal Palace. Eriksen se gólově prosadil 10 minut před koncem a navýšil vedení na konečných 2:0.
Pro dánského záložníka šlo mimo jiné o 200. soutěžní zápas za londýnský celek.
Třetí místo držel tým i po výhře 1:0 nad Brightonem 23. dubna a byl to Eriksen, kdo tento jediný gól zápasu vstřelil.
Ligový závěr proti Evertonu přinesl remízu 2:2, na níž se Dán podílel gólem z přímého kopu. Finální čtvrté místo v ligové tabulce zajišťující Ligu mistrů a umístění v elitní čtyřce čtvrtý rok po sobě bylo vzpruhou pro finále Ligy mistrů proti Liverpoolu, se kterým se Tottenham utkal 1. června 2019, ale prohrál 0:2.

#### Sezóna 2019/20
Začátkem června 2019 rozvířil spekulace o své další budoucnosti, když sám přiznal, že uvažuje o nové výzvě a rád by zkusil něco jiného. Do svých řad se ho neúspěšně snažil zlanařit Real Madrid, či italský Juventus. V letním přestupovém období Eriksen nepřestoupil a sezónu 2019/20 tedy začal v dresu Tottenhamu. Tomu se start do ročníku nepovedl, a tak v listopadu přišel o místo trenér Mauricio Pochettino, kterého nahradil José Mourinho. Ten se snažil Eriksena přesvědčit o prodloužení smlouvy, která mu končila v létě 2020. Eriksen nicméně přišel o místo v základní sestavě a rozhodl se, že smlouvu s anglickým klubem neprodlouží.

### Inter Milán

#### Sezóna 2019/20
Dne 28. ledna 2020 přestoupil do italského klubu Inter Milán za částku takřka 17 milionů liber. Podepsal kontrakt do roku 2023. Trenér Antonio Conte hráče okamžitě nasadil do sestavy, v klubu debutoval 29. ledna, když nastoupil na poslední půlhodinu utkání italského poháru proti Fiorentině. V Serii A debutoval 2. února v zápase proti Udinese při výhře 2:0. Svoji premiérovou branku v dresu Interu vstřelil 20. února v šestnáctifinále Evropské ligy proti bulharskému Ludogorci Razgrad.

#### Sezóna 2020/21
O Eriksenově nespokojenosti v Interu se začalo spekulovat už na začátku nového ročníku a čím dál častěji se začaly objevovat informace, že v létě 2021 klub opustí. Většinu angažmá v italském klubu trávil na lavičce náhradníků. Od vedení dostal v prosinci 2020 svolení k odchodu z klubu.

#### Sezóna 2021/22
Eriksen sedm týdnů po srdeční zástavě během utkání na mistrovství Evropy poprvé navštívil spoluhráče z Interu Milán připravující se na novou sezonu v srpnu 2021. Zatím nebylo jasné, kdy a zda vůbec se Eriksen vrátí k fotbalové kariéře a zda to bude v Interu. Pravidelně se podroboval vyšetřením, která měla mimo jiné zjistit, zda bude potřebovat voperovaný defibrilátor, nebo zda se bez přístroje hlídajícího činnost srdce v budoucnu obejde. Na tom také záviselo to, zda bude moci hrát italskou ligu, protože v ní start hráčů s implantovaným defibrilátorem pravidla neumožňují.
V říjnu 2021 představitelé Interu Milán uvedli, že se nebudou bránit prodeji Eriksena do zahraničí, jelikož v italské nejvyšší soutěži kvůli implantovanému defibrilátoru hrát nesmí. V prosinci se Eriksen vrátil k individuálnímu tréninku, a to v Odense, kde začínal s kariérou.
Dne 17. prosince 2021 Eriksen a Inter Milán oficiálně oznámili rozvázání smlouvy dánského záložníka s klubem. Za klub odehrál 60 utkání a vstřelil 6 gólů.

### Brentford
Eriksen se vrátil na fotbalovou scénu v lednu 2022, když s nováčkem Premier League Brentfordem uzavřel kontrakt platný do konce června, jehož součástí byla i opce na prodloužení spolupráce. Osm měsíců po srdečním kolapsu na mistrovství Evropy zapojil poprvé do zápasu, když v den svých třicátých narozenin nastoupil na hodinu do přípravného utkání proti Southendu United a pomohl asistencí k výhře 3:2. Svého soutěžního debutu v dresu Brentford se dočkal 26. února, když nastoupil do utkání proti Newcastlu United.

### Manchester United

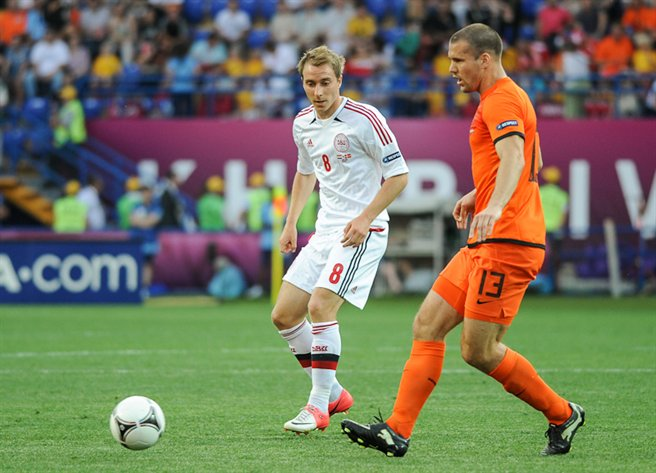
Christian Eriksen sleduje míč v zápase Mistrovství Evropy 2012, napravo rozehrává nizozemský obránce Ron Vlaar.

Eriksen po odchodu z Brentfordu v létě 2022 zamířil do Manchesteru United. Třicetiletý dánský reprezentant ve svém novém působišti uzavřel smlouvu do roku 2025. Nový trenér United Erik ten Hag jej vložil do základní sestavy úvodního ligového utkání proti Brightonu hraného 7. srpna 2022. Navzdory domácímu prostředí stadionu Old Trafford prohráli fotbalisté United 1:2, přičemž Eriksen odehrál utkání celé. Proti Fulhamu dne 13. listopadu otevřel svým zde prvním gólem skóre a k tomu ve třetí minutě nastavení asistoval vítěznému gólu na 2:1 v posledním utkání Premier League před zahájením světového šampionátu v Kataru. Byl tak prvním skórujícím Dánem ve dresu United od roku 1995, kdy vstřelil gól brankář Peter Schmeichel.
Zraněný kotník z pohárového utkání o FA Cup na konci ledna 2023 jej připravil o necelé tři měsíce jarního fotbalu. Před tímto střetem chyběl v jediném utkání sezóny. Dne 26. února se Manchester United poprvé od roku 2017 zmocnil trofeje, když i bez Eriksena porazil Newcastle po výsledku 2:0 ve finále ligového poháru (Carabao Cup). Na úspěchu se podílel mimo jiné gólem ve čtvrtém prosincovém kole proti Burnley při výhře 2:0. Mužstvo z Manchesteru se v lize umístilo třetí a zajistilo si účast v Lize mistrů pro následující sezónu. Eriksen nastoupil ve finále Poháru FA uspořádaném 3. června na stadionu ve Wembley. Po výsledku 2:1 ovšem zvítězili fotbalisté Manchesteru City.

## Reprezentační kariéra

### Mládežnické reprezentace
Eriksen hrál za dánské reprezentační výběry od kategorie do 17 let. S reprezentací do 21 let se v roce 2011 zúčastnil Mistrovství Evropy hráčů do 21 let, které se konalo právě v Dánsku (to mělo jistou účast jako pořadatelská země). Dánům se postup do vyřazovací fáze nezdařil (i když o něj bojovali v závěrečném utkání základní skupiny), se třemi body skončili po prohrách se Švýcarskem (0:1) a Islandem (1:3) a výhře nad Běloruskem (2:1) na poslední čtvrté příčce základní skupiny A. Eriksen zaznamenal jeden gól v zápase s Běloruskem.

### A-mužstvo
V A-týmu Dánska zažil debut 3. března 2010 ve Vídni v přátelském utkání s Rakouskem. Nebyla to vítězná premiéra, Dánsko podlehlo soupeři 1:2, Eriksen nastoupil na hřiště v 57. minutě (za stavu 1:2).
První gól za seniorskou reprezentaci vstřelil v kvalifikační střetnutí s domácím Islandem 4. června 2011, kdy v 75. minutě vstřelil branku na konečných 2:0 pro Dánsko.
Nastoupil i v kvalifikaci na MS 2014. Hrál např. v utkání s Českou republikou na Andrově stadionu v Olomouci 22. března 2013, kde Dánsko porazilo ČR 3:0. Nastoupil v základní sestavě i v dalším kvalifikačním utkání 26. března 2013 v Kodani proti hostujícímu Bulharsku, které skončilo remízou 1:1. Dánsko získalo z 5 zápasů jen 6 bodů a kleslo na čtvrté místo za Českou republiku.
Účast Christiana Eriksena na vrcholových turnajích:
- Mistrovství světa 2010 v Jihoafrické republice - základní skupina E
- EURO 2012 v Polsku a Ukrajině - základní skupina B

#### Mistrovství světa 2010
Zúčastnil se Mistrovství světa 2010 v Jihoafrické republice, kde se Dánsko utkalo v základní skupině E postupně s Nizozemskem (14. června, prohra 0:2), Kamerunem (19. června, výhra 2:1) a Japonskem (24. června, prohra 1:3). Do utkání s Nizozemskem nastoupil v 73. minutě, proti Kamerunu nehrál a proti Japonsku šel na hřiště v 67. minutě. Dánsko skončilo se třemi body na nepostupovém třetím místě tabulky a se světovým šampionátem se rozloučilo.

#### EURO 2012
Eriksen hrál i na Euru 2012, kde se Dánsko střetlo v základní skupině B („skupina smrti“ - nejtěžší základní skupina na turnaji) postupně s Nizozemskem (9. června, výhra 1:0), Portugalskem (13. června, prohra 2:3) a Německem (17. června, prohra 1:2). Ke všem třem zápasům nastoupil v základní sestavě, Dánsko získalo 3 body a umístilo se na třetí příčce, což na postup do čtvrtfinále nestačilo.

#### EURO 2020
V zápase proti Finsku hraném 12. června 2021 ve 43. minutě zkolaboval a musel být přímo na hřišti oživován. Resuscitace byla úspěšná a Eriksen byl převezen do nedaleké nemocnice. Následně se 17. června 2021 úspěšně podrobil intervenčnímu zákroku, při kterém mu byl do srdce zaveden implantabilní kardioverter - defibrilátor (ICD) a o den později byl z nemocnice propuštěn. Na jeho podporu byla 22. června v 10. minutě zápasu mezi Dánskem a Belgií (10 je číslo na Eriksenově dresu) přerušena hra a osazenstvo stadionu mu vzdalo hold minutu trvajícím potleskem.

#### Mistrovství světa 2022
V listopadu a prosinci roku 2022 si zahrál na Mistrovství světa, které pořádal Katar. Byl hlavní tvůrčí silou dánského týmu dne 23. listopadu proti Tunisku a naskytla se mu i příležitost ke skórování, v utkání ovšem nakonec gól nepadl. Nejlepším hráčem v dánském dresu byl i o čtyři dny později proti obhájci a jednomu z favoritů, Francií. Francie vyhrála 2:1, přičemž Eriksenem zahrávaný rohový kop našel Andrease Christensena, jenž vyrovnával na 1:1. Postupové naděje zhatila prohra 0:1 s Austrálií dne 30. listopadu, při níž dánští fotbalisté nedokázali zužitkovat Eriksenovy dlouhé balóny a skončili proto poslední.

### Návrat do reprezentace
Eriksen se devět měsíců po zástavě srdce při zápase mistrovství Evropy vrací do národního týmu, když figuroval v březnové nominaci na přípravné zápasy s Nizozemskem a Srbskem. 26. března se poprvé objevil v dánském dresu od svého kolapsu a po dvou minutách pobytu na hřišti se střelecky prosadil.

### Reprezentační góly a zápasy
Góly Christiana Eriksena v A-mužstvu Dánska
| 010                 | 4. 6. 2011  | Reykjavík, Island                     | Island   | 00:2 0(75.) | 0:2 | kvalifikace na EURO 2012 |
| 02                  | 10. 8. 2011 | Hampden Park, Glasgow, Skotsko        | Skotsko  | 01:1 0(31.) | 2:1 | přátelský zápas          |
| 03                  | 5. 6. 2013  | Nordjyske Arena, Aalborg, Dánsko      | Gruzie   | 02:1 0(89.) | 2:1 | přátelský zápas          |
| 04                  | 14. 8. 2013 | PGE Arena, Gdaňsk, Polsko             | Polsko   | 01:1 0(18.) | 3:2 | přátelský zápas          |
| 05                  | 22. 5. 2014 | Nagyerdei stadion, Debrecín, Maďarsko | Maďarsko | 01:1 0(56.) | 2:2 | přátelský zápas          |
| Platí k 29. 4. 2015 |             |                                       |          |             |     |                          |

## Profil hráče
Eriksen je ofenzivní záložník, médii označovaný za takzvanou „klasickou desítku“. Mezi jeho dovednosti náleží čtení hry a skvělá přihrávka. Pod taktovkou dvojice trenérů Andrého Villase-Boase i Tima Sherwooda byla Eriksenovi dopřána volnost na hřišti. Volnost měl již předtím v Ajaxu, kde vytvářel šance spoluhráčům a také sám góly střílel. V Tottenhamu pod trenérem Mauriciem Pochettinem se jeho role ustálila, adaptoval se totiž do více pracovitého hráče, díky čemuž ubylo fotbalu „na efekt“.

## Úspěchy

### Klubové
AFC Ajax
- 3× vítěz Eredivisie – 2010/11, 2011/12, 2012/13
- 1× vítěz nizozemského KNVB poháru – 2009/10
- 1× vítěz nizozemského superpoháru Johana Cruijffa – 2013

Inter Milán
- 1× vítěz Serie A – 2020/21

Manchester United
- 1× vítěz ligového poháru EFL – 2022/23

### Reprezentační
Dánská reprezentace
- 1× bronzová medaile na Mistrovství Evropy – 2020

### Individuální ocenění
- DBU's Talentpris 2008: Fotbalista roku v Dánsku (kategorie do 17 let)[109]
- Dánský fotbalista roku podle hráčské asocice: 2013, 2014, 2015, 2018[3][110]
- Dánský fotbalista roku podle TV2: 2011, 2013, 2014, 2017[111]
- Hráč sezóny klubu Tottenham Hotspur: 2013/14, 2016/17[19]
- Nejlepší sestava sezóny Premier League podle PFA: 2017/18[44]
- Gól měsíce Premier League – duben 2018[112]
- Hráč utkání: 12. června 2021 byl označen hráčem zápasu v utkání Dánsko - Finsko, ve kterém odehrál kvalitní první poločas, ale ve 43. minutě zkolaboval a musel být minuty resuscitován.